# Emil von Haber
Pour les articles homonymes, voir Haber.
Emil von Haber (22 août 1807 à Karlsruhe - 22 août 1881 à Berlin), est un homme politique prussien.

## Biographie
Fils de Salomon von Haber, il suit des études de médecine à l'Université de Heidelberg et à l'Université de Göttingen où il devient en 1827 membre du Corps Suevia Heidelberg, et, après l'obtention de son diplôme, s'installe comme chirurgien à Rybnik, puis comme médecin à Berlin.
Il est membre de l'Assemblée nationale prussienne et de la Chambre des représentants de Prusse.

## Sources
- Armin Danco (de), Das Gelbbuch des Corps Suevia zu Heidelberg, 3. Auflage (Mitglieder 1810–1985), Heidelberg 1985, Nr. 211.
- Bernd Haunfelder, Biographisches Handbuch für das Preußische Abgeordnetenhaus 1849–1867 (= Handbücher zur Geschichte des Parlamentarismus und der politischen Parteien. Band 5). Droste, Düsseldorf 1994,  (ISBN 3-7700-5181-5), S. 117.